# Spiroctenus validus
Spiroctenus validus is een spinnensoort in de taxonomische indeling van de bruine klapdeurspinnen (Nemesiidae).
Spiroctenus validus werd in 1902 beschreven door Purcell.